# Ménilmontant (stanice metra v Paříži)

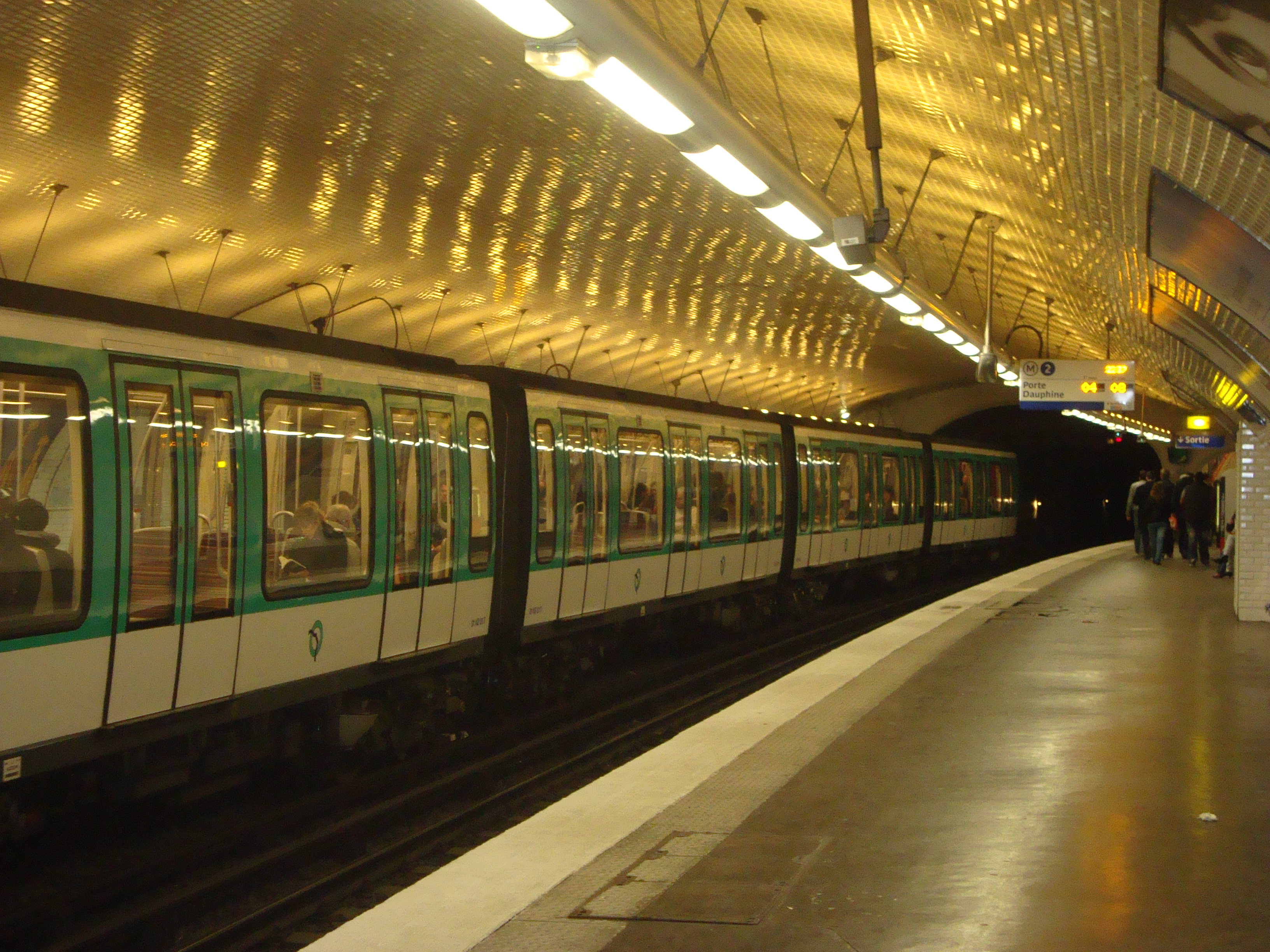
Vlak na nástupišti

Ménilmontant je nepřestupní stanice pařížského metra na lince 2 na hranicích 11. a 20. obvodu v Paříži. Nachází se pod Boulevardem de Ménilmontant, pod kterým vede linka metra, u křižovatky s ulicí Rue Oberkampf.

## Historie
Stanice byla otevřena 31. ledna 1903 při prodloužení linky ze stanice Anvers do Alexandre Dumas (tehdy pod názvem Bagnolet).
Již 10. srpna 1903 způsobil požár na poškozené vlakové soupravě, která právě projížděla stanicí, největší neštěstí v dějinách pařížského metra. Stanice Ménilmontant byla sice včas evakuována, ovšem v sousední stanici Couronnes zahynuly udušením 84 osoby.

## Název
Jméno stanice je odvozeno od názvu ulice Boulevard de Ménilmontant. Ménilmontant je dnes název zdejší čtvrti odvozený od staré vesnice, připojené v roce 1860 k Paříži.

## Vstupy
Stanice má jen jeden vchod na Boulevardu de Ménilmontant u domu č. 137.